# فرانك تشارلز
فرانك تشارلز (بالإنجليزية: Frank Charles)‏ هو لاعب كرة قاعدة أمريكي، ولد في 24 فبراير 1969 في فونتانا في الولايات المتحدة.

## وصلات خارجية
- فرانك تشارلز على موقعبيزبول رفرنس.كوم (الدوري الرئيسي) (الإنجليزية)
- فرانك تشارلز على موقعبيزبول رفرنس.كوم (الدوري الثانوي) (الإنجليزية)
- فرانك تشارلز على موقع مشجعي الرسوم البيانية (الإنجليزية)